# Stéphane Bileau
Stéphane Bileau, né le 13 mars 1979 à Nice, est un dessinateur de bande dessinée français. Son domaine prédilection est l'heroic fantasy.

## Biographie
Stéphane Bileau a grandi auprès d'un père peintre et illustrateur  amateur et féru de « contes et légendes celtiques », qui lui a transmis cette passion. Stéphane Bileau fait ses études à Aix puis il participe à l'atelier Gottferdom. À partir de 1997 environ, l'artiste s'installe à Cheval-Blanc. En 2001, le dessinateur signe son premier contrat, chez l'éditeur Soleil. François Corteggiani accompagne ses débuts. Bileau participe aux séries collectives Les Contes du Korrigan pour les volumes cinq (2004) et huit (2006), et aux Contes de Brocéliande, pour le livre premier. Le dessinateur travaille ensuite, sur un scénario de François Debois, à la série en cinq volumes La quête du Graal. Ces ouvrages dénotent le goût de l'auteur pour le genre heroic fantasy ; en 2011, ses travaux font l'objet d'une exposition. Par la suite, l'artiste participe à la série collective Elfes pour les volumes trois (Elfe blanc, cœur noir, 2013), huit (La Dernière Ombre, 2014), treize (Heureux le guerrier mort, 2016) et dix-huit (Alyana, 2018). Le troisième tome a reçu le Prix des lycéens de Poitou-Charente au FIBD d’Angoulême 2014.
L'artiste a en outre « illustré des jeux de cartes, des jeux vidéos, en particulier pour le jeu de rôle : Blood Bowl ».

## Œuvre

### Albums
- 62 auteurs de Boulogne Dessiné, scénario et dessins collectifs, Les Amis de la B.D., 2010  (ISBN 978-2-9537801-0-9)

- Les Contes de Brocéliande, Soleil Productions, collection Soleil Celtic

1. Livre premier: La Dryade, scénario de Nicolas Jarry et François Debois, dessins de Guillaume Lapeyre, Marc-Antoine Boidin, Stéphane Bileau, 2004  (ISBN 2-84565-779-X)

- Les Contes du Korrigan, Soleil Productions, collection Soleil Celtic

5. Livre cinquième : L'Île d'Émeraude, scénario de Ronan et Erwan Le Breton, dessins de Serge Fino, Jean-Marie Minguez, Stéphane Bileau et François Gomès, 2004  (ISBN 2-84565-885-0)
8. Livre huitième : Les Noces féeriques, scénario de Jean-Luc Istin, Ronan et Erwan Le Breton, dessins de Christophe Babonneau, Stéphane Bileau, Dub et François Gomès, 2006  (ISBN 2-84946-604-2)
- Les Elfes

Tome 3 : Elfes blancs, cœurs noirs, scénario d'Olivier Peru, dessins de Stéphane Bileau, éd. Soleil, 2013
Tome 8 : La dernière Ombre : scénario de Olivier Peru / dessin de Stéphane Bileau, éd. Soleil, 2014
- La Quête du Graal, scénario de François Debois, Soleil Productions, collection Soleil Celtic

1. Arthur Pendragon, 2006  (ISBN 2-84946-387-6)
2. Le Tombeau de Balor, 2008  (ISBN 978-2-84946-865-4)
3. Les Chevaliers de la Table Ronde, 2009  (ISBN 978-2-302-00495-5)
4. Les Terres désolées, 2011  (ISBN 978-2-302-01304-9)

- Les véritables légendes urbaines, Dargaud, collection 16+

3. Tome 3, scénario de Rémi Guérin et Éric Corbeyran, dessins de Didier Tarquin, Olivier Berlion, Renaud Garreta, Philippe Fenech et Stéphane Bileau, 2009  (ISBN 978-2-205-06283-0)